# Habilitation électrique
 (juin 2020).
Si vous disposez d'ouvrages ou d'articles de référence ou si vous connaissez des sites web de qualité traitant du thème abordé ici, merci de compléter l'article en donnant les références utiles à sa vérifiabilité et en les liant à la section « Notes et références ».
Pour les articles homonymes, voir Habilitation.
L’habilitation électrique est, dans le domaine de l'électricité, la reconnaissance par un employeur de la capacité d'une personne à accomplir les tâches fixées en toute sécurité. Dans le cadre réglementaire et normatif français, cette habilitation est régie maintenant par la norme NF C18-510 Opérations sur les ouvrages et installations électriques et dans un environnement électrique - Prévention du risque électrique de janvier 2012.

## Dispositions générales
Parmi les tâches fixées, on peut citer :
- l'accès à certains locaux électriques ;
- l'exécution, la surveillance ou la direction de travaux d'ordre électrique ;
- procéder à des consignations ;
- procéder à des essais, des mesurages ou des vérifications d'ordre électrique ;
- l'accès aux coffrets électriques.

L'habilitation électrique n'est qu'une reconnaissance individuelle de capacité de travail en sécurité, ce n'est en aucun cas une reconnaissance de compétences en électricité, électrotechnique ou électronique.
L'habilitation est délivrée par un employeur après vérification de la capacité (formation et/ou un recyclage périodique), pour une durée limitée (généralement trois ans). Elle peut être supprimée ou suspendue à tout moment par l'employeur et n'est valable que dans le cadre de l'entreprise et/ou des chantiers sous sa responsabilité. Par voie de conséquence, l'habilitation délivrée par le chef d'une entreprise ne peut être valable dans une autre entreprise.
Un employeur doit délivrer une habilitation électrique individuelle à toutes les personnes amenées à accomplir des tâches d'ordre électrique ou non électrique dans un environnement d'ouvrages ou installations électriques :
- les personnels stagiaires, apprentis ou embauchés par l'entreprise (y compris pendant leur période de préavis) ;
- les personnels détachés d'une entreprise d'un groupe industriel dans une autre entreprise du même groupe ;
- ainsi que les personnels intérimaires (une habilitation qui serait délivrée par la société de travail temporaire n'a pas de valeur dans l'entreprise utilisatrice).

Un employeur ne peut pas délivrer une habilitation électrique :
- sans que ces personnes aient suivi une formation de préparation à l'habilitation électrique ;
- aux personnels des entreprises sous-traitantes.

Le titre d'habilitation est un document strictement personnel et ne peut être remis à des tiers. Le titulaire doit pouvoir présenter son titre d'habilitation en cas de contrôle. En cas de perte, il doit le signaler immédiatement à son employeur.
Lors de la remise de son titre d'habilitation initiale à un titulaire, l'employeur doit également lui remettre un recueil d'instructions générales de sécurité d'ordre électrique établi sur la base de la norme NF C18-510 et correspondant au niveau d'habilitation obtenu.
L'habilitation n'autorise pas à elle seule son titulaire à effectuer de son propre chef les opérations pour lesquelles il est habilité. Il doit, en outre, être désigné par son responsable hiérarchique pour l'exécution de ces opérations.

## Habilitation suivant NF C18-510
Le titre d'habilitation délivré par l'employeur comporte une codification symbolique formée de lettres et de chiffres. Par cette habilitation, l'employeur autorise son salarié à agir dans le cadre de l'habilitation délivrée et après une formation adaptée.
La première lettre indique le domaine de tension : 
- B (basse et très basse tension) ;
- H (haute tension).

Le deuxième caractère (chiffre ou lettre) indique la qualité de la personne p : 
- 0 (tâches d'ordre non électrique) ;
- 1 (exécutant de tâches d'ordre électrique) ;
- 2 (chargé de travaux électriques) ;
- R (chargé d'interventions générales) ;
- C (chargé de consignation) ;
- S (chargé d'interventions élémentaires) ;
- E (chargé d'opérations spécifiques : manœuvre, essais, mesurage, vérification).
- P photovoltaïque

Le troisième caractère (une lettre) est optionnel et précise la nature des opérations pouvant être réalisées : 
- V (travail au voisinage, attention B0V n'existe plus) ;
- N (nettoyage sous tension) ;
- T (travail sous tension) ;
- X (opération spéciale).

Exemple : B1V exécutant, habilité pour travaux au voisinage, en basse tension.
| 1er caractère Domaine de tension  | Tensions                           | B : Basse tension (BT) et très basse tension (TBT) = Tension entre 0 et 1 000 V H : HTA ou HTB : Haute tension = Tension > 1 000 V                                     |
| 2e caractère Type d’opération     | Travaux d’ordre non électrique     | 0 : exécutant ou chargé de chantier |
| 2e caractère Type d’opération     | Travaux d’ordre électrique         | 1 : pour exécutant 2 : pour chargé de travaux |
| 2e caractère Type d’opération     | Intervention BT                    | R : intervention BT d’entretien et de dépannage P opérations sur les installations photovoltaïques S : intervention BT élémentaires de remplacement et de raccordement |
| 2e caractère Type d’opération     | Consignation                       | C : pour chargé de consignation électrique |
| 2e caractère Type d’opération     | Opérations spécifiques             | E : essai, vérification, mesurage ou manœuvres |
| 3e caractère Lettre additionnelle | Complète si nécessaire les travaux | V : travaux réalisés dans la zone de voisinage T : travaux sous tension N : nettoyage sous tension X : opération spéciale                                              |

Le tableau ci-dessous répertorie la plupart des combinaisons autorisées. On y voit l'utilisation du T pour les habilités à travailler sous tension. Seules les variantes V, N et X manquent.
|                                                                           | Travaux du domaine BT | Travaux du domaine BT     | Travaux du domaine BT | Travaux du domaine HT | Travaux du domaine HT     | Travaux du domaine HT |
| Habilitation                                                              | Hors tension          | Sous tension au voisinage | Sous tension          | Hors tension          | Sous tension au voisinage | Sous tension          |
| ------------------------------------------------------------------------- | --------------------- | ------------------------- | --------------------- | --------------------- | ------------------------- | --------------------- |
| Chargé d’opérations (essai, manœuvre, mesurage ou vérification)           | BE                    |                           |                       | HE                    |                           |                       |
| Chargé de consignation                                                    | BC                    |                           |                       | HC                    |                           |                       |
| Exécutant électricien                                                     | B1                    | B1V                       | B1T                   | H1                    | H1V                       | H1T                   |
| Chargé de travaux                                                         | B2                    | B2V                       | B2T                   | H2                    | H2V                       | H2T                   |
| Chargé d’interventions générales                                          | BR                    |                           | BR                    |                       |                           |                       |
| Chargé d’interventions élémentaires (remplacement de fusibles, ampoules…) | BS                    |                           |                       |                       |                           |                       |
| Exécutant non électricien (peintre, chargé de chantier…)                  | B0                    |                           |                       | H0                    | H0V                       |                       |